# آنا روخاس
آنا روخاس (به اسپانیایی: Ana Rujas) (زادهٔ ۱۴ مهٔ ۱۹۸۹ در مادرید) مدل و بازیگر اهل اسپانیا است.

## اوائل زندگی
وی در ۱۴ مهٔ ۱۹۸۹ در مادرید زاده شد. وی در ۱۶ سالگی در یک آژانس مدلینگ ثبت‌نام کرده است.